# História da Igreja Católica
A história da Igreja Católica Apostólica Romana tem seu início por volta do ano 30 d.C, por ocasião do ministério de Jesus Cristo, que escolheu os 12 Apóstolos, com os quais edificou Sua Igreja (Mateus 16,18); dentre estes, Jesus escolheu um como principal, o "primeiro entre iguais", Simão, a quem Ele chamou Pedro, depois que este o reconheceu como o Cristo, Filho de Deus, que havia de vir para reunir o povo eleito de Deus disperso pelo mundo inteiro. O nome "Pedro" indica que Simão, filho de Jonas, é a pedra sobre a qual Jesus edificou Sua Igreja.
A Igreja é um só Corpo, que tem Jesus Cristo mesmo como Cabeça, como disse São Paulo Apóstolo. Santo Inácio de Antioquia, um dos primeiros bispos da Igreja Católica, que viveu entre 35 e 107 d.C, ensinou que "a igreja de Cristo é uma só, é Una", devido à unidade dos cristãos em plena comunhão com Cristo e com o seu Magistério Eclesiástico. Este é representado, principalmente, pelo bispo da Diocese de Roma, que é o Papa, sucessor de São Pedro Apóstolo na Sé de Roma. Desde 2025, o Papa Leão XIV ocupa o cargo máximo da Igreja.
O Magistério Eclesiástico da Igreja deve estar em plena comunhão com o sucessor de Pedro, estando simultaneamente em plena comunhão com Cristo, visto que foi a Pedro e seus sucessores que Jesus confiou por primeiro seu rebanho, a ser apascentado ainda nessa peregrinação na Terra, até que Ele mesmo venha em seu Advento, para julgar os vivos e os mortos, quando então arrebatará, ou seja, levará consigo sua Igreja à plenitude do  Reino dos Céus.
Em Antioquia, os discípulos de Cristo pela primeira vez foram chamados de cristãos. Santo Inácio de Antioquia (referência mais antiga que se tem registro do tratamento da Igreja fundada por Jesus como "Igreja Católica") ressalta: "Onde está Jesus Cristo está a Igreja Católica", da mesma forma em que o próprio Senhor Jesus Cristo disse: "Onde está o Senhor ali também devem estar os Seus servos".
A Igreja Católica tem grande influência no mundo em aspectos espirituais, religiosos, morais, políticos e socioculturais. Aliás, a história das igrejas protestantes dependem da história da Igreja Católica Apostólica Romana, que a precede e sem a qual não existiria. Dela saíram, por revolta, os primeiros grandes expoentes do Protestantismo como Martinho Lutero e João Calvino. Graças à Igreja Católica, a moral cristã constituiu-se como um dos três pilares da história da civilização ocidental.
A Igreja Católica "está na História, mas ao mesmo tempo a transcende", segundo o seu Catecismo: "é unicamente 'com os olhos da Fé' que se pode enxergar a sua realidade visível, ao mesmo tempo, uma realidade espiritual, portadora de vida divina".

## Antiguidade Cristã
A História da Igreja começa a ser contada, primeiramente, a partir do livro bíblico os Atos dos Apóstolos. Neste livro são feitas as primeiras narrativas da Igreja surgente.
É denominado de Antiguidade Cristã o período da história da Igreja que vai de sua fundação por Jesus Cristo até o ano 692 e comporta duas fases: uma do ano 33 (em que se tem a sua fundação, propagação e perseguições) ao ano 313 (com o Édito de Milão); a segunda fase é caracterizada principalmente pela conversão dos povos invasores, o desenvolvimento da doutrina e o surgimento do Islamismo, que impõe fortes limitações à expansão da Igreja. Em 692 reúne-se o Concílio in Trullo.

### Universalidade
O Cristianismo nasceu e desenvolveu-se dentro do quadro político-cultural do Império Romano. Os cristãos, inicialmente perseguidos pelo Sinédrio, depressa se desvincularam da Sinagoga. O cristianismo desde as suas origens, foi universal, aberto aos gentios, e estes foram declarados livres das prescrições da Lei Mosaica. O universalismo cristão manifestou-se desde os primórdios da Igreja em contraposição ao caráter nacional da religião judaica. Fugindo da perseguição em Jerusalém os discípulos de Jesus chegaram a Antioquia da Síria, uma das principais metrópoles do Oriente naquele tempo. Alguns destes discípulos eram de origem helênica, de mentalidade mais aberta que os judeus da palestina e começaram a anunciar o Evangelho aos gentios. Foi em Antioquia que o universalismo da Igreja mostrou-se concretamente uma realidade e foi nesta cidade que pela primeira vez os seguidores de Cristo começaram a ser chamados de cristãos. Nestes primeiros séculos a penetração cristã foi um fenômeno muito mais urbano que rural.
O testemunho de Tertuliano, escrito por volta do ano 200 é significativo: Somos de ontem e já enchemos tudo o que é vosso: cidades, ilhas, acampamentos militares, o palácio imperial, o Senado, o fórum; só vos deixamos os templos vazios. A fé estendeu-se por onde hoje é a Itália, Grécia, Espanha, França, Norte da África e Ásia.

### Perseguição e crescimento
Durante três séculos o Império Romano perseguiu os cristãos, porque a sua religião era vista como uma ofensa ao estado, pois representava outro universalismo e proibia os fiéis de prestarem culto religioso ao soberano imperial. Durante a perseguição, e apesar dela, o cristianismo propagou-se pelo império. Neste período os únicos lugares relativamente seguros em que se podiam reunir eram as catacumbas, cemitérios subterrâneos. O cristianismo teve de se converter numa espécie de sociedade secreta, com os seus sinais convencionais de reconhecimento. Para saber se outra pessoa era cristã, por exemplo, desenhava-se um peixe , pois a palavra grega ichtys (peixe) era o anagrama da frase Iesos Christos Theou Hyios Soter (Jesus Cristo, Filho de Deus, Salvador).
As principais e maiores perseguições foram as de Nero, no século I - a pretexto do incêndio de Roma na noite de 18 para 19 de julho de 64, a perseguição deu lugar a uma multidão de mártires, dentre eles S. Pedro e S. Paulo; a de Domiciano (81-96), Trajano (98-117), a de Sétimo Severo (193-211), a de Décio no ano 250, a de Valeriano (253-260) e a maior, mais violenta e última a de Diocleciano entre 303 e 304, que tinha por objetivo declarado acabar com o cristianismo e a Igreja. O balanço final desta última perseguição constituiu-se num rotundo fracasso. Diocleciano, após ter renunciado, ainda viveu o bastante para ver os cristãos viverem em liberdade graças ao Édito de Milão, iniciando-se a Paz na Igreja.

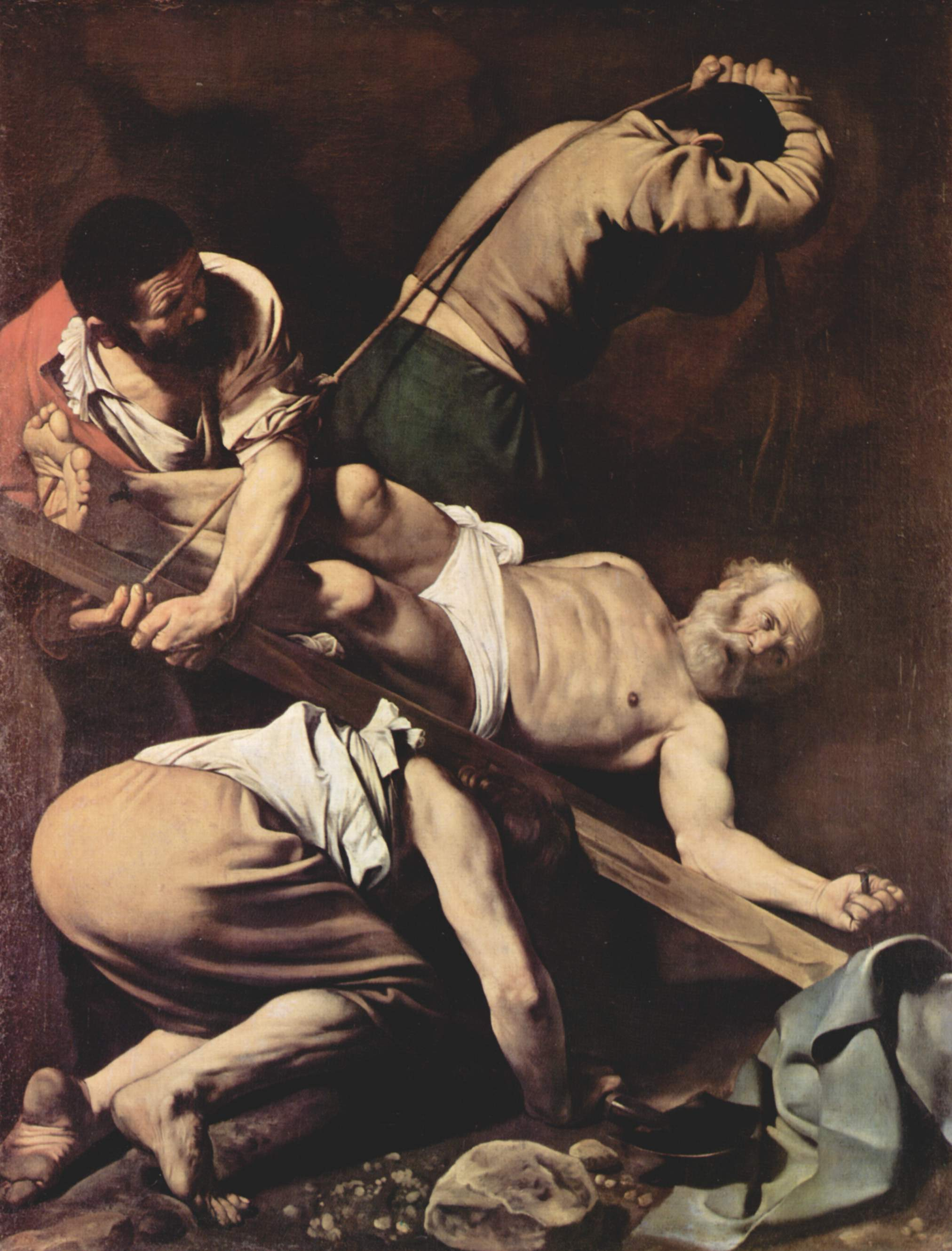
Martírio de São Pedro, por Caravaggio.

No ano 313, Constantino e Licínio, imperadores, assinaram o Édito de Milão no qual se concedia aos cristãos a liberdade de culto e restituíam os bens à Igreja, equiparava-se o cristianismo, em direitos e privilégios, à religião pagã. Os cristãos formaram comunidades locais, denominadas Igrejas, sob a autoridade pastoral de um bispo. O bispo de Roma, sucessor do apóstolo Pedro, exercia o Primado sobre todas as Igrejas. A vida cristã estava centralizada em torno da Eucaristia e o repúdio do Gnosticismo foi a grande vitória doutrinal da primitiva Igreja.

### Primórdios da literatura cristã
A primeira literatura cristã, a seguir o Novo Testamento, teve origem nos Padres Apostólicos, cujos escritos refletem a vida da Cristandade mais antiga. A apologética foi uma literatura de defesa da fé, ao passo que o século III viu já o nascimento de uma ciência teológica. Os escritos dos Padres Apostólicos são de índole pastoral e dirigem-se a um público cristão. Deste período destacam-se a Didaké, a carta de São Clemente aos Coríntios, as sete cartas de Santo Inácio de Antioquia a outras Igrejas, a epístola de Policarpo de Esmirna e o Pastor de Hermas.

### O Império Romano Cristão
No decurso do século IV, o Cristianismo começou a ser tolerado pelo Império, para alcançar depois um estatuto de liberdade e converter-se finalmente, no tempo de Teodósio, em religião oficial do Estado. O imperador romano, por esta época, convocou as grandes assembleias dos bispos, os concílios, e a Igreja pôde então dar início à organização de suas estruturas territoriais.
A igreja cristã na região do Mediterrâneo foi organizada sob cinco patriarcas, os bispos de Jerusalém, Antioquia, Alexandria, Constantinopla e Roma (veja Pentarquia). Foi na Antioquia que os seguidores de Cristo começaram a ser chamados de cristãos, e o cristianismo passou de religião das minorias para então se tornar uma religião das multidões. Com a decadência do Império, os bispos pouco a pouco foram assumindo funções civis de caráter supletivo e a escolha do bispo passou a ser mais por escolha do clero do que pela pequena comunidade, segundo as fórmulas antigas. Por essa época não foram poucas as intervenções dos nobres e imperadores nas suas escolhas. Figuras expressivas da vida civil foram alçadas à condição de bispo, exemplo disto foram Santo Ambrósio, governador da Alta Itália que passou a bispo de Milão; São Paulino de Nola, ex-cônsul e Sidônio Apolinário, genro do imperador Ávito e senhor do Sul das Gálias, que foi eleito bispo de Clermont-Ferrand.
Antes de findar o século IV o Primeiro Concílio de Niceia (325) e o Primeiro Concílio de Constantinopla, em respostas às heresias arianas e ao macedonianismo, formularam a doutrina da Trindade que ficou fixada no seu conjunto no "Credo niceno-constantinopolitano". Por esta época colocou-se a questão da relação entre as naturezas humana e divina de Cristo, a heresia do monofisismo, que foi finalmente decidida no Primeiro Concílio de Éfeso, convocado pelo imperador Teodósio II (r. 402–450), que afirmou que Cristo é "perfeito Deus e perfeito homem" e definiu Maria como "Aquela que portou Deus" (Teótoco) em resposta à heresia nestoriana (do bispo Nestório) que lhe atribuía apenas o Cristótoco (Aquela que portou Cristo). Esta posição depois foi reafirmada no Concílio de Calcedônia (451) e no Terceiro Concílio de Constantinopla (680).

### Padres da Igreja

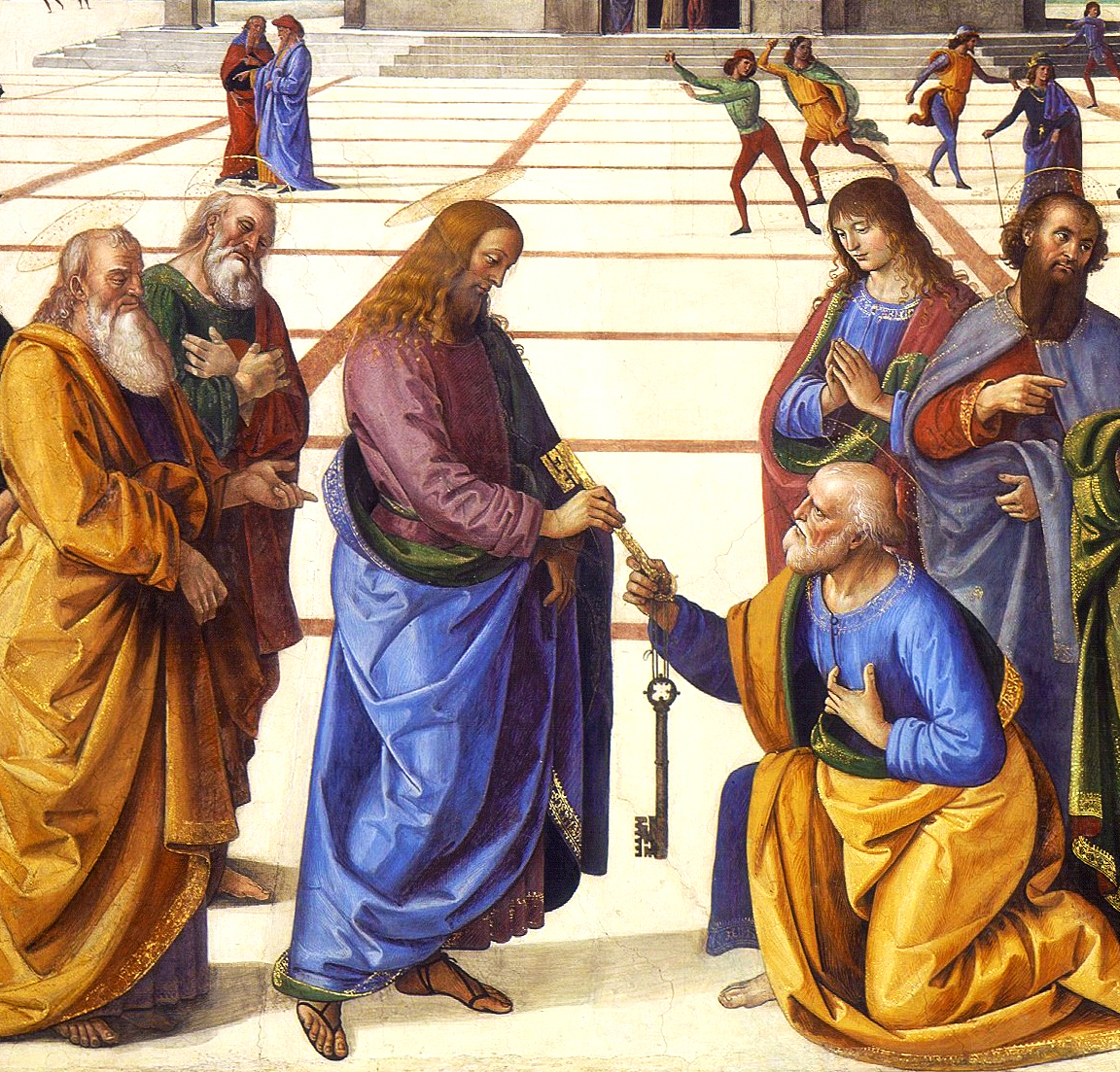
Cristo entrega as chaves do Reino a São Pedro, Capela Sistina, afresco de Perugino.

Os tempos de ouro da Patrística foram os séculos IV e V, embora possa se entender que se estenda até o século VII a chamada "idade dos Padres". Os principais Pais do Oriente foram: Eusébio de Cesareia, Santo Atanásio, ilustre na defesa da fé contra o arianismo; Basílio de Cesareia, Gregório de Nisa, Gregório Nazianzo, São João Crisóstomo, alcunhado de Boca de Ouro pela sua excelente oratória, e São Cirilo de Alexandria.
Os principais Padres do Ocidente ou da Igreja Latina são: Santo Agostinho, autor das "Confissões", obra prima da literatura universal e Santo Ambrósio, Eusébio Jerônimo, dálmata, conhecido como São Jerônimo que traduziu a Bíblia diretamente do hebraico, aramaico e grego para o latim. Esta versão é a célebre Vulgata, cuja autenticidade foi declarada pelo Concílio de Trento. Outros padres que se destacaram foram São Leão Magno e Gregório Magno, este um romano com vistas para a Idade Média, as suas obras "os Morais e os Diálogos" serão lidas pelos intelectuais da Idade Média, e o "canto gregoriano" permanece vivo até os dias de hoje. Santo Isidoro de Sevilha, falecido em 636, é considerado o último dos grandes padres ocidentais.

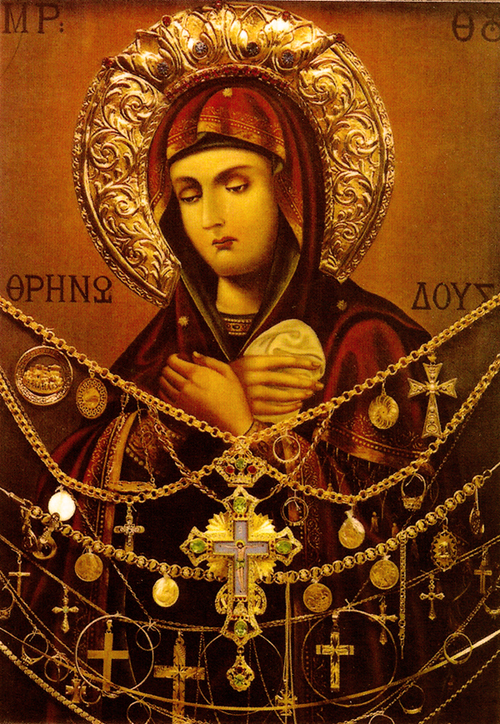
Ícone de Maria, a Teótoco, pelo diácono Josafá Atonita

Por esta época surgiu o monasticismo. Em busca de uma imitação de Cristo mais perfeita, com o tempo o ascetismo cristão tomou formas de afastamento do mundo. Santo Antão é figura-símbolo do monaquismo dos primeiros séculos, mas a sua figura central é São Bento de Núrsia que com os seus dois primeiros mosteiros e a sua famosa "Regra" serviu de referência típica para o monasticismo, principalmente no Ocidente. Na Idade Média os mosteiros prestaram relevantes serviços e, dentre outros, tiveram a grande missão de conservar a cultura antiga.
À medida que o Império Romano decaía, a Igreja assumiu muitas de suas funções e ajudou a manter a ordem no meio do caos que se generalizava. O fato de nem tudo se haver perdido se deve em grande parte à influência ordenadora da organização eclesial. Por ela foram estimulados os ideais de justiça social, preservada e transmitida a cultura antiga e civilizadas as populações bárbaras.

## Idade Média
Este período da história da Igreja vai do ano 692 a 1303 e é marcado principalmente pela extensão da Igreja entre os povos germânicos e eslavos e inclui duas fases, a chamada de alta Idade Média (692-1073), que tem como fatos mais marcantes a expansão da fé para além do que havia sido o Império Romano, o feudalismo e o cisma grego ocorrido em 1054; e a baixa Idade Média que tem início em 1073, desde o começo do pontificado de Gregório VII até a morte de Bonifácio VIII em 1303. Neste período verifica-se forte influência da Igreja nos acontecimentos sociais, culturais, trabalhísticos e políticos.

### Novos Horizontes
O Cristianismo, com a invasão dos bárbaros germânicos vindos do oriente a partir do século IV, teve nova oportunidade de expansão. Missionários levaram a mensagem do cristianismo para além das divisas antigas do Império. Nesta época, deve-se situar a conversão ao catolicismo dos Frísios, dos Saxões, dos Bávaros, dos Alamanos, dos Turíngios, dos Eslavos e dos Normandos.
Winifrid, monge inglês que mudou o nome para Bonifácio, foi o grande apóstolo da Alemanha. Nos primórdios do século VI, no Natal, Clodoveu, rei dos francos recebeu o batismo católico, com ele todo o reino se converteu ao catolicismo. A França é considerada a filha primogênita da Igreja. Os magiares se converteram acompanhando o seu rei Santo Estevão, os boêmios com São Wenceslau e os poloneses com o batizado do duque Miezko.

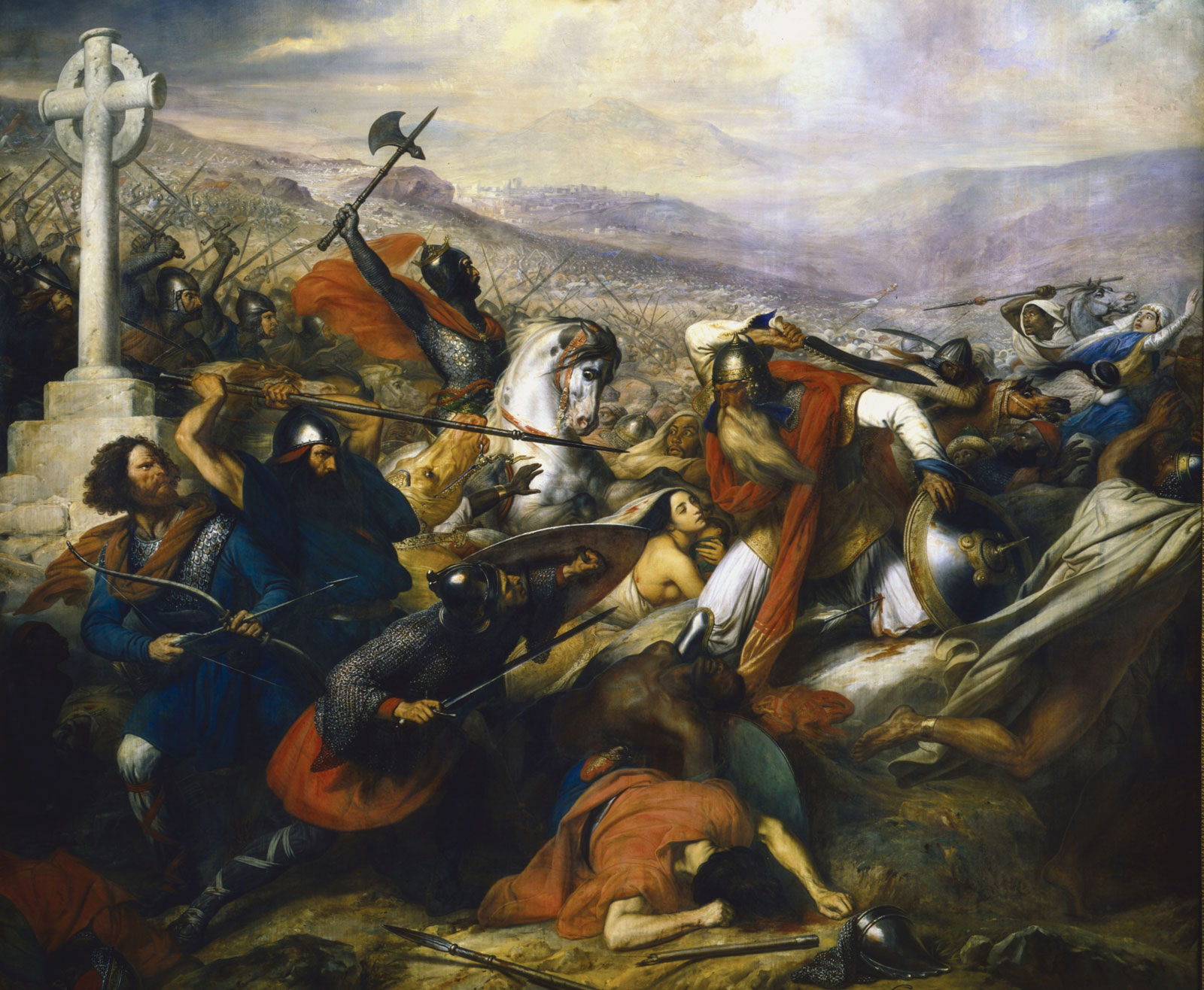
Carlos Martel detém o avanço árabe na batalha de Poitiers.

O Mediterrâneo, no entanto, por volta do século VII se viu às voltas com o avanço muçulmano, estes dominaram o norte da África, parte do Oriente que havia sido cristianizado e, no ano 711, desembarcaram na Península Ibérica para conquistar com velocidade surpreendente o reino visigodo cristão e, a final, serem detidos em Poitiers por Carlos Martel. Por oito séculos os muçulmanos permaneceram na Península. O relacionamento, neste período, entre muçulmanos e cristãos conheceu altos e baixos, desde inimigos em combates históricos a aliados episódicos contra vizinhos desafetos, uns e outros suportaram a dominação do adversário de forma desigual e inconstante, segundo as circunstâncias históricas de cada século. No início da Idade Média o Cristianismo sofreu ingerências dos senhores feudais, tanto nos bispados como na Santa Sé o que levou a vida eclesiástica a sofrer uma decadência moral.

### O Cisma do Oriente
O Bispo de Roma era tido pelos outros Patriarcas como "o primeiro entre iguais", embora o seu estatuto e influência tenha crescido quando Roma era a capital do império, com as disputas doutrinárias ou procedimentais a serem frequentemente remetidas a Roma para obter uma opinião. Mas quando a capital se mudou para Constantinopla, a sua influência diminuiu. Enquanto Roma reclamava uma autoridade que lhe provinha de São Pedro (que, segundo a tradição, morreu naquela cidade, e é considerado por ela o primeiro papa) e São Paulo, Constantinopla tornara-se a residência do Imperador e do Senado.
Uma série de dificuldades complexas (disputas doutrinárias, Concílios disputados, a evolução de ritos separados e se a posição do Papa de Roma era ou não de real autoridade ou apenas de respeito) levaram à divisão em 1054 que separou a Igreja entre a Igreja Católica no Ocidente e a Igreja Ortodoxa Oriental no Leste (Grécia, Rússia e muitas das terras eslavas, Anatólia, Síria, Egipto, etc.). A esta divisão chama-se o Grande Cisma do Oriente.

### Apogeu medieval

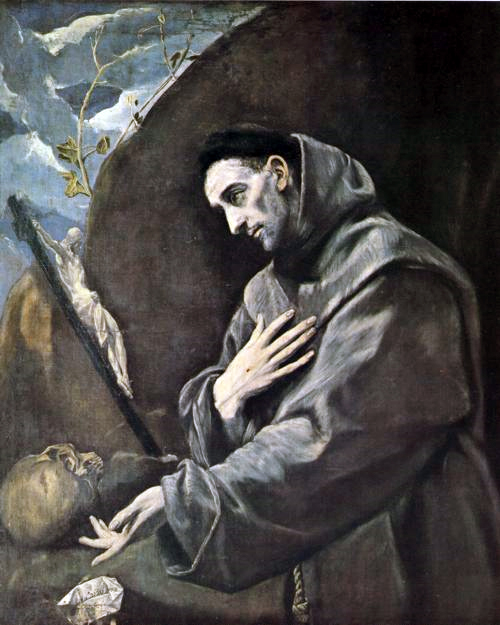
Francisco de Assis, por El Greco.

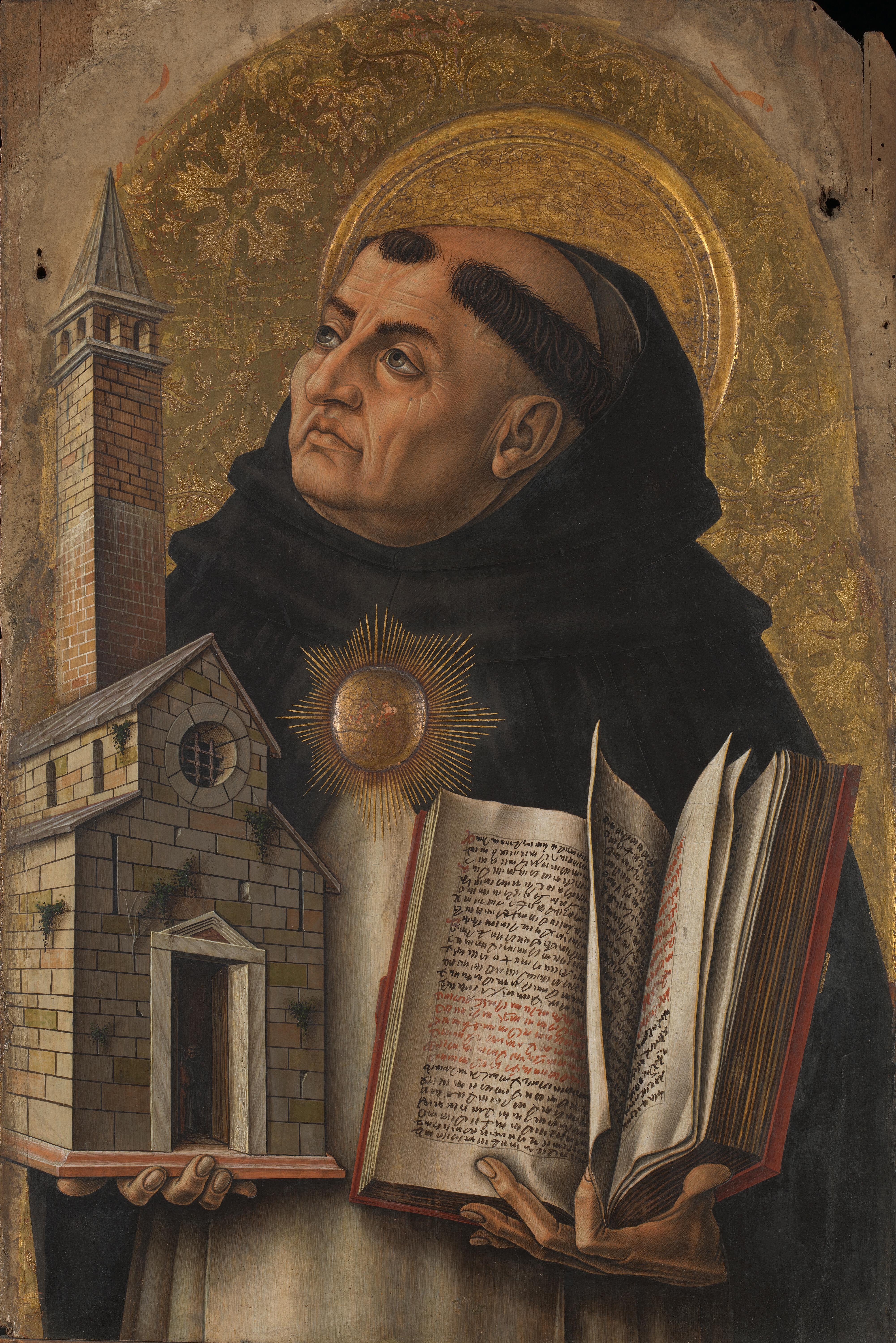
São Tomás de Aquino carregando toda a Igreja com a sua teologia.

Os séculos XII e XIII formaram o apogeu clássico da cristandade medieval. Inocêncio III é a figura que desponta nesta época. Por este tempo reuniram-se concílios, surgiram as universidades, foram fundadas ordens religiosas de renome  a de São Francisco de Assis, de São Domingos de Gusmão, São Bruno fundou a Cartuxa, e São Bernardo de Claraval, talvez o personagem europeu de maior importância do século XII, deu notável impulso à Ordem de Cister. Surgiram ainda a Ordem das Mercês (Mercedários), os ermitões de Santo Agostinho, e a Ordem do Carmo dentre outras.
- A Escolástica

Surge também a "Escolástica", uma filosofia da segunda parte da Idade Média, que seguindo um método especial e tomando como guia, em geral, a Aristóteles se ensinava nas escolas episcopais, os seus seguidores eram designados por escolásticos, daí passou às universidades. Seu intento é mostrar que entre a razão e fé, a filosofia e a teologia há íntima união. A filosofia  está a serviço da teologia.
Seu apogeu foi atingido no Século XIII, é o tempo de Alberto Magno, S. Boaventura, Alexandre de Hales, Duns Escoto e de Tomás de Aquino, seguramente o maior deles, as suas obras mais conhecidas são a Suma Teológica e a Suma contra Gentios; é deste tempo o primeiro "código canônico" (Decretais de Gregório IX), recompilado por São Raimundo de Penhaforte. Surge a Universidade de Paris que tem os seus privilégios reconhecidos pelo Papa Inocêncio III, em 1215, e as de Oxford, Bolonha e Salamanca.

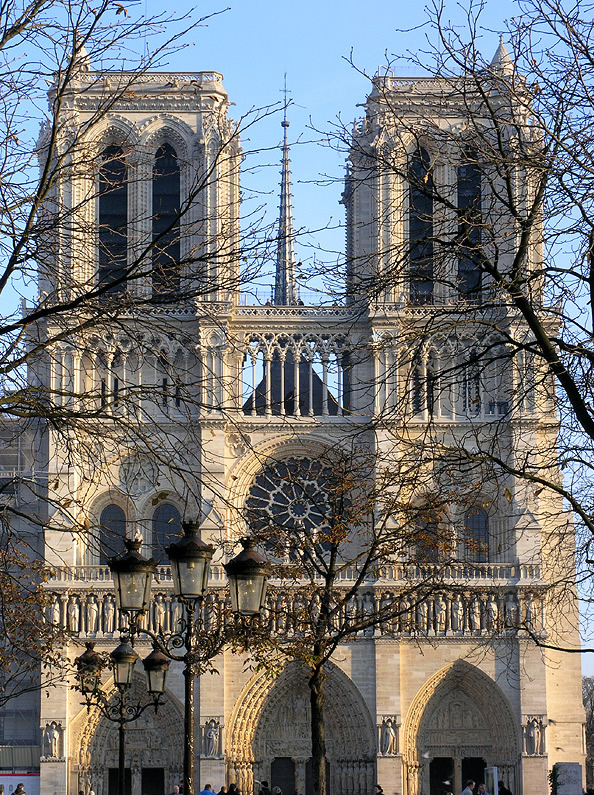
Catedral de Notre-Dame de Paris, demonstração da piedade cristã medieval.

São deste tempo as Cruzadas, os Templários, os Hospitalários, as Ordens Militares e o "cavaleiro cristão" de que El Cid, Rodrigo Dias de Vivar, é o clássico modelo. O Papa concedia graças especiais aos combatentes, e nelas se envolveram príncipes e povos numa demonstração supranacional do elevado grau de seriedade da religiosidade da época. Também na Península Ibérica durante a reconquista os Papas decretaram algumas cruzadas contra o Islã, a mais famosa delas foi a batalha de Navas de Tolosa em 1212.
A decadência das cruzadas coincide com o movimento das missões. São Francisco de Assis consegue, com o anúncio do Evangelho e o exemplo da caridade, o que as armas não alcançaram. Aparecem as grandes Catedrais, a arte medieval é praticamente exclusiva arte sacra e têm lugar as grandes peregrinações com sentido penitencial: ao Santo Sepulcro, aos túmulos de São Pedro e São Paulo em Roma e a Santiago de Compostela.

## A Idade Nova
Este período é a idade das reformas, pode dividir-se em pré-reforma, com início em 1303 e tem como fatos mais marcantes o desterro de Avinhão, o Cisma do Ocidente, a interrupção do Renascimento e a reforma de Lutero em 1517; o período seguinte está caracterizado pela Reforma (Reforma católica e Reforma protestante), as guerras de religião e termina com a Paz de Westfália em 1648.

### Crise e cisma do Ocidente
Correntes religiosas orientais antigas lançaram as suas raízes no sul da França e norte da Itália. Surgiram os "Valdenses" e os "Albigenses" ou "Cátaros", baldados os esforços religiosos-diplomáticos de Inocêncio III. Este acabou por convocar uma vitoriosa cruzada chefiada por Simão de Monforte. Para continuar a luta contra esta heresia foi criada a Inquisição exclusivamente para a defesa da fé e o combate à heresia. Nesta empresa rivalizaram o poder eclesiástico e o poder civil. Em 1232 foi criada por Gregório IX a Inquisição Pontifícia, tanto o sistema penal da época como o processo inquisitorial tiveram graves defeitos que ferem a sensibilidade do homem moderno.
A Baixa Idade Média viu ainda surgir novas doutrinas, como as de Wiclef, professor em Oxford, cujas proposições são consideradas como precursoras dos reformadores do século XVI e tiveram forte influência sobre João Huss, cujas ideias tiveram ampla aceitação na Boêmia.
Os violentos conflitos entre o Imperador Frederico II e os Papas Gregório IX e Inocêncio IV foram a causa imediata da crise do sistema doutrinal e político da cristandade no século XIII, o que gerou um ressentimento dos povos germânicos contra o papado e que se constitui em causa remota que favoreceu a revolução luterana.

### Avinhão
Os conflitos entre Bonifácio VIII e Filipe, o Belo, rei da França culminaram com o Papa prisioneiro em Avinhão. Em Avinhão o pontificado afrancesou-se: foram franceses os sete papas que ali se sucederam bem como a grande maioria dos cardeais. Apareceu um nacionalismo eclesiástico que desperta o interesse dos soberanos do ocidente. Em 1377 Gregório XI retorna a Sé Apostólica para Roma, no episódio sobressai a figura de Catarina Benincasa futura Santa Catarina de Sena que tem papel decisivo no retorno do Papado a Roma .
.

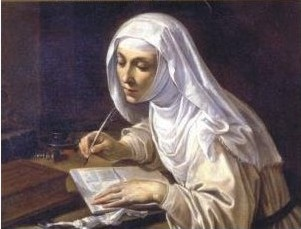
Santa Catarina de Sena escrevendo, Rutilio Manetti, século XVII

A crise culmina no Cisma do Ocidente, os reis europeus se filiam a diferentes papas segundo as suas conveniências, chegam a ter até três papas, cada um pretendendo ser a única cabeça legítima da Igreja.  O Cisma deixou a cristandade dividida e perplexa, até mesmo entre os santos: Santa Catarina de Sena manteve-se ao lado de Urbano VI enquanto São Vicente Ferrer posicionou-se a favor de do Papa de Avinhão, Antipapa Clemente VII.  O Cisma do Ocidente vai de 1378 a 1417 e só vai terminar com a eleição de Martinho V, quando a Igreja recupera a sua unidade.

### A transição, Constantinopla e a América
Vários fatores contraditórios coincidem na passagem da Idade Média para a Idade Moderna. As elites são alimentadas por uma nova visão, agora antropocêntrica e por um certo retorno à antiguidade pagã. Os papas do renascimento, com exceção de Adriano VI, são mais voltados para as artes e letras, tornaram-se mais governantes voltados para os assuntos temporais e verdadeiros mecenas, que preocupados com os problemas disciplinares eclesiásticos e para as questões espirituais.
Constantinopla cai no dia 29 de maio de 1453 na mão dos turcos otomanos. Perde-se o Império Cristão do Oriente que começava a se reaproximar depois do "Grande Cisma". Fechadas as portas para o Oriente têm início então as "grandes navegações" em que se destacaram as nações católicas Portugal e Espanha, a descoberta das Américas abre caminho para o Evangelho chegar a novos povos e permite novas perspectivas em que irão se destacar, no primeiro momento, os jesuítas de Santo Inácio de Loyola. As Filipinas foram também evangelizadas, assim como a Índia, a China e o Japão, nestes dois últimos países ocorreram grandes perseguições.
É deste tempo, o Humanismo, culto exagerado dos clássicos latinos e gregos, defendia uma piedade erudita. O maior dos humanistas foi Erasmo de Roterdão (1466 - 1536), amigo de Thomas Morus. Na verdade, com exceção da Espanha, onde o humanismo apoiado pelo Cardeal Cisneros foi sinceramente cristão, a herança religiosa dos humanistas pouco contribuiu para uma esperada reforma da Igreja.
A grande divisão seguinte da Igreja Católica ocorreu no século XVI com a Reforma Protestante, durante a qual se formaram muitas das denominações Protestantes.

### A Reforma Protestante
A chamada Reforma protestante teve Martinho Lutero por autor. Antigo frade da ordem dos Agostinhos, a sua contestação à Igreja Católica foi auxiliada pela decadência moral, pelos interesses burgueses e por fatores de ordem política, como os conflitos entre papas e imperadores germânicos, o ressentimento contra Roma que tinha tomado forma nos Gravamina Nationis Germanicae, um império germânico fragmentado em pequenos principados e cidades-estado e os nacionalismos eclesiásticos.

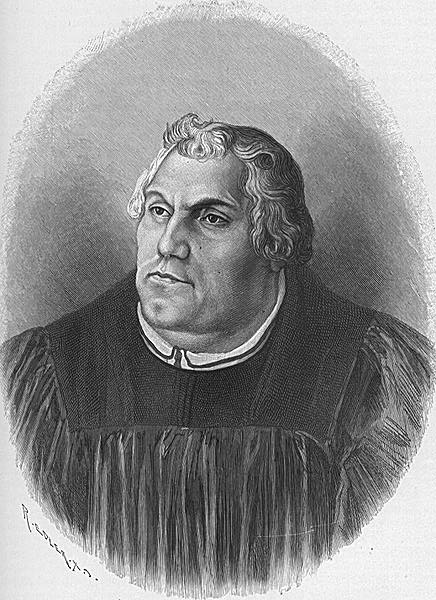
Martinho Lutero.

Na sequência da sua contestação, Lutero construiu um sistema doutrinal-religioso em franca divergência com a tradição da Igreja. Segundo Lutero, as obras do homem de nada servem para a salvação, nem os sacramentos na sua maioria, e nem a autoridade do Papado teria sua importância. Segundo ele, a Igreja não seria nem depositária e nem intérprete da Revelação. A Sagrada Escritura apenas e exclusivamente seria a única fonte da Revelação segundo a interpretação livre que cada fiel em particular lhe desse, diretamente inspirado por Deus. Publicou as 95 teses contra a Teologia Escolástica e as 95 sobre as Indulgências. Em 1521 foi excomungado.
As doutrinas de Lutero tiveram boa aceitação: a supressão do celibato eclesiástico por não poucos sacerdotes, numa época de baixo nível moral do clero, e a supressão dos votos monásticos por comunidades religiosas; a doutrina de que "a fé sem as obras justifica" (sola fide) foi aproveitada por pessoas ainda ressentidas contra o poder papal, contudo desejosos de garantir a própria salvação sem a relação com a Igreja. Também a possibilidade de se apropriar dos bens da Igreja atiçou a cobiça dos príncipes.
Em 1546, quando Lutero morreu, a Reforma protestante já abrangia mais da metade da Alemanha. Em 1545 tem início o Concílio de Trento que o imperador Carlos V de Habsburgo, defensor da fé católica, vinha reclamando havia quinze anos. O conflito entre o imperador e os nobres e príncipes protestantes terminou em luta armada. Pelo tratado de paz de Augsburgo ficou concedida a igualdade de direitos entre católicos e protestantes e ficou estabelecido que aos príncipes caberia decidir a confissão a ser seguida no respectivo território.

Thomas Morus, santo, mártir e humanista inglês, por Hans Holbein.

Zuínglio na Suíça, João Calvino na França, levaram adiante ideias similares às de Lutero. O Calvinismo vai arraigar-se com profundidade em Genebra, entre os franceses (huguenotes), na Escócia com John Knox e de uma forma mais amena nos Estados Unidos com a Igreja Presbiteriana.
- O Cisma da Inglaterra

Na Inglaterra, o rei Henrique VIII (1509-1547) tinha sido um bom católico e chegou a receber o título de Defensor da Fé por um escrito contra Lutero, não obstante, por razões pessoais - não obtendo a invalidação de seu casamento  com Catarina de Aragão, uniu-se com Ana Bolena e se fez Cabeça suprema da igreja no país fazendo o Parlamento aprovar o Ato de Supremacia - provocando o martírio de Tomás Moro, Lord Chanceler do Reino, de John Fisher, Bispo de Rochester, e de alguns sacerdotes, frades franciscanos e monges capuchos.

### A Reforma Católica
Os anseios de renovação cristã produziram um admirável florescimento no seio da Igreja, que em algum país, como a Espanha, se iniciou antes do Luteranismo. Reformaram-se antigas ordens religiosas, criaram-se ordens novas, apareceram grandes santos e grandes papas. A Espanha dos Reis Católicos se coloca na vanguarda da Reforma Católica. O Cardeal Cisneros reformou os conventos franciscanos e a vida monástica; a Universidade de Alcalá, fundada por ele, foi um grande pólo de estudos teológicos, que publicou a célebre Bíblia Poliglota Complutense, os teólogos espanóis tiveram papel destacado em Trento.
A Reforma Católica, também conhecida como Contrarreforma, teve como ponto principal o Concílio de Trento, embora este movimento tenha começado anteriormente em vários setores da Igreja. O Concílio não conseguiu o objetivo almejado por Carlos V de restaurar a unidade cristã, mas realizou uma obra imensa, tanto no campo da doutrina católica como no da disciplina eclesiástica.
Em 1534 foi eleito Papa, aos 66 anos de idade, o Cardeal Alexandre Farnesio, que tomou o nome de Paulo III. Vencendo a resistência de reis e príncipes convocou o Concílio Ecumênico de Trento, que inicia os trabalhos as 13 de dezembro de 1545 e só concluiu em 1563.

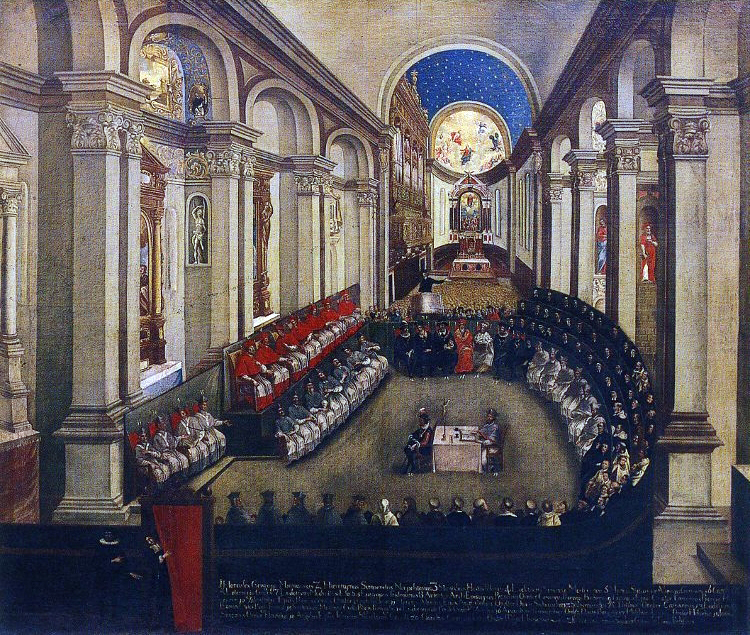
O Concílio de Trento, tela no Museu Diocesano de Trento

O Concílio determinou um novo vigor para a Igreja Católica. Medidas reformadoras foram impostas em todos os países que se mantiveram fiéis a Roma, cessando o avanço do protestantismo. Em alguns cantões Suíços, na Baviera, na Polônia, na Áustria consolidou-se o catolicismo. O avanço português e espanhol nas Américas, África e Ásia serviu de veículo à expansão da fé católica. Acabaram-se os pregadores de indulgências de "meia-pataca", puseram-se fim aos abusos e ao relaxamento moral do clero, restabelecendo uma disciplina eclesiástica. A Vulgata de São Jerônimo seria a tradução latina oficial da Igreja, todas as teses protestantes foram discutidas e revigorou-se as doutrinas dogmática, moral e sacramental católicas.
Ao mesmo tempo São Pedro Canísio no Leste Europeu, São Carlos Borromeu como secretário de Estado de Pio IV, e mais tarde arcebispo de Milão, aplicando a Reforma Católica ao norte da Itália, foram elementos importantes para o cumprimento dos decretos do Concílio de Trento. Santa Teresa de Jesus, reformadora do Carmelo; Santo Inácio de Loyola, fundador da Companhia de Jesus, ao falecer deixara ordenados mais de mil jesuítas evangelizando o mundo inteiro, e São Filipe Néri, foram três gigantes da Reforma Católica. São Thomas Morus morreria decapitado por se manter fiel à fé, juntamente com John Fisher e o Venerável Edmundo Campion. São Francisco Xavier levaria o Evangelho ao Extremo Oriente, à Índia, Malaia, Japão e à China, São Francisco de Borja repararia com folga os erros de sua família, São Roberto Belarmino daria novo impulso á teologia. A Igreja ressurgia da crise fortalecida  e revigorada doutrinal e espiritualmente. Após o Concílio de Trento São Pio V, Gregório XIII e Sisto V se destacaram pela energia do seu trabalho como grandes reformadores.

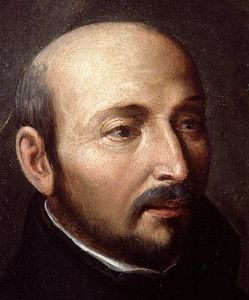
Inácio de Loyola, fundador da Companhia de Jesus.

É dessa época o Calendário Gregoriano. Gregório XIII, sucessor de S. Pio V, fundou uma série de colégios eclesiásticos para melhoria da formação do clero. Determinou que uma comissão de peritos com a colaboração de um erudito jesuíta Cristóvão Clávio, astrônomo e matemático, procedesse ao estudo e à reforma do calendário "Juliano". Os trabalhos foram concluídos em 1582 e o dia 4 de outubro seria seguido do dia 15. É o calendário seguido pelo mundo inteiro para efeitos civis.
Merece destaque, neste período, a contribuição do cristianismo na Literatura, que está também relacionada ao fato da criação da Companhia de Jesus, que foi fundamental para a expansão do catolicismo em várias colônias e que contribuiu para para a formação educacional dos nativos. O objetivo principal dos jesuítas, como visto, era a catequização, principalmente das crianças, além da propagação de sua fé religiosa. O jesuítas que mais se destacaram no Brasil foram José de Anchieta e Manuel da Nóbrega, que hoje se tornaram um dos maiores representantes da literatura brasileira no período do quinhentismo no Brasil.

## Época Moderna
É um período de descristianização (1648-1914) e compreende dois subperíodos, em linhas gerais é uma época em que os nacionalismos e as monarquias absolutas procuram subjugar a Igreja, este período terminará em 1789 com a Revolução Francesa; de 1789 a 1914 é um período em que consideráveis massas humanas, sob a influência principalmente do liberalismo, do marxismo e do positivismo, dentre outras correntes de pensamento, afastam-se da Igreja. Sobressai, nesta época, o Concílio Vaticano I e a condenação do Modernismo pelo Papa São Pio X.

### A ascensão francesa
No século XVII a França passou a ocupar o espaço que anteriormente era o da Espanha e passou a ser a principal referência da vida cristã.
A França permaneceu católica e com o Édito de Nantes (1598) os protestantes huguenotes receberam garantias de tolerância religiosa. Começa então um período de vívida atividade, as missões de São Francisco de Sales em Chablais, conseguiram o regresso ao catolicismo de grande parte da suíça francesa.
São Vicente de Paulo também promoveu missões de alcance popular, às quais se dedicaram os lazaristas, oriundos do Seminário de São Lázaro, desenvolveu intensa atividade beneficente e social, principalmente através das Irmãs da Caridade. São João Batista de La Salle funda uma ordem religiosa voltada para o ensino, e a ordem dos Cistercienses foi reformada pelo Abade Rancé, dando origem à Ordem Trapista.
No espírito tridentino foi fundado o "Oratório" pelo Cardeal Bérulle e Jean-Jacques Olier os "sulpicianos" do seminário de São Sulpício, formador de professores e mestres para outros seminários. A intelectualidade francesa foi enriquecida com personalidades católicas do nível de Blaise Pascal, Mabillon, Bossuet e Fénelon e Luís XIII consagra a França à Santíssima Virgem (1638) e Luís XIV revogou o Édito de Nantes (1685) impondo a unidade católica pela força.
O século XVII foi também um período de intensas disputas doutrinário-teológicas, o que demonstra a vitalidade e o interesse pelo tema religioso. São desta época o as correntes de pensamento religioso do "Molinismo" e os "Bañezianos" seus adversários, o "Jansenismo" e o "Quietismo", algumas delas condenadas expressamente por Roma.
Houve uma crise cultural tentando conciliar o racionalismo tomista com o novo racionalismo iluminista que começava a surgir. É desta época o julgamento de Galileu - deplorado pelo Concílio Vaticano II e pelo Papa João Paulo II - cujas teses, só teriam a possibilidade de demonstração física da verdade séculos mais tarde.

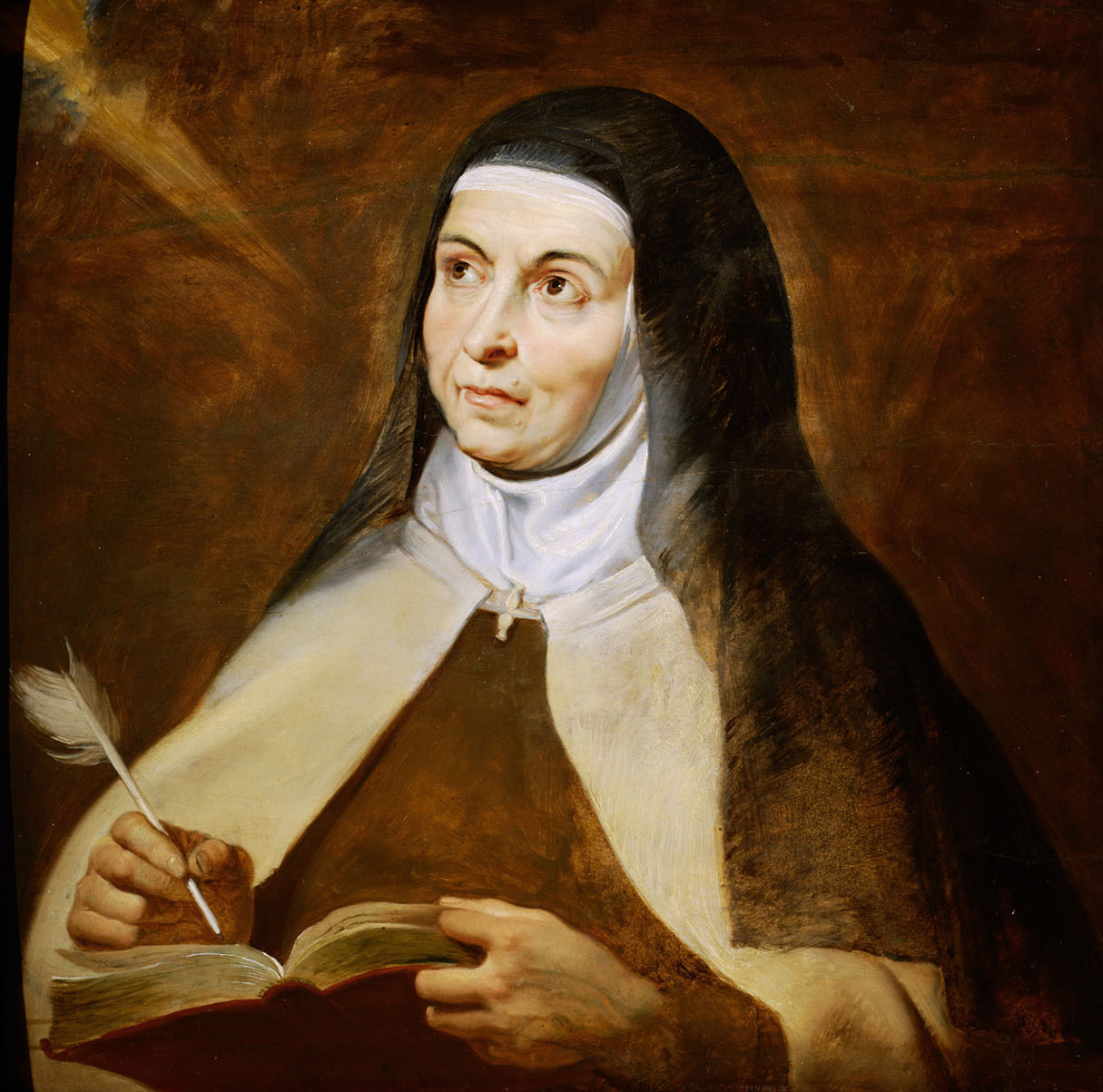
Santa Teresa de Ávila, reformadora da Ordem Carmelita.

### Do Regalismo à Restauração
- O despotismo ilustrado

No século XVIII as monarquias católicas pretenderam o controle da vida eclesiástica, movimento que ficou conhecido como "Regalismo", o que fez com que o Pontificado Romano perdesse parte de seu poder político. Isto não só pela perda de territórios para nações protestantes. Pretenderam fazer da Igreja um serviço público subordinado ao rei e integrante da administração do Estado. Este comportamento era característico do Despotismo Ilustrado. Catolicismo como única religião oficial do Estado e sob intervenção do monarca e desconfiança em relação a Roma, seria a marca desta fase. Esta tendência anti-romana teve como alvo preferido a Companhia de Jesus, principal força de que dispunha o Papado. Os jesuítas foram expulsos de Portugal, da Espanha, de Nápoles e da França e finalmente foram dissolvidos por Clemente XIV.
Na França este intervencionismo clerical de Luiz XIV ficou conhecido como "Galicanismo", nas terras germânicas surgiu o Febronianismo, de Febrónio, pseudônimo de João Nicolau de Hontheim, bispo auxiliar do bispo eleitor de Tréveris que defendia a subordinação da Igreja aos príncipes. Na Áustria surgiu o "Josefismo" de igual tendência, o mesmo se deu com Pedro, o Grande na Rússia, que suprimiu o Patriarcado da Igreja russa. Os episcopados das monarquias regalistas se transformaram em patrimônio da aristocracia, tornaram-se dóceis ao poder, e nos finais do Antigo Regime a vida cristã tanto da hierarquia como do povo aparentava languidez e opacidade.
- O Iluminismo

A partir de 1680 verificou-se uma mudança de mentalidades e ideias na Europa. Surge o racionalismo de Descartes que levado ao extremo chega ao ceticismo religioso, surgiram os "libertinos" que adotavam uma posição de indiferença para com a religião, eram epicuristas: "comamos e bebamos que amanhã morreremos". Espinoza faz uma crítica radical contra a Bíblia e o "Deísmo" da Inglaterra se propagou para o continente. O Deísmo não nega Deus mas o afasta do homem e adota uma construção panteísta e foi adotado pela Maçonaria, principalmente a inglesa que surge nesta época. Combate qualquer religião organizada, e era adversária em especial do cristianismo. Foi condenada por Clemente XII em 1738. O ódio a qualquer religião e principalmente ao cristianismo foi também uma obsessão para Voltaire.
Mas o principal instrumento para divulgação da ideologia "ilustrada" foi a "Enciclopédia", projetada por Diderot e D'Alembert, com orientação intelectual ostensivamente contrária ao Cristianismo, teve a sua ideologia religiosa fortemente influenciada por Rosseau de linha de pensamento vagamente Deísta. Emmanuel Kant de sua vez teve decisiva importância no pensamento europeu do século que viria.
O conflito entre o Iluminismo e a Igreja Católica teve seu auge no final do século XVIII com a Revolução Francesa, cuja Constituição Civil do Clero aboliu muitos privilégios do clero e reduziu a hierarquia francesa a funcionários públicos, sujeitos às interpretações teológicas e intervenções do Estado revolucionário.
- A Revolução

A Revolução Francesa, nos seus momentos mais radicais, fez o possível para eliminar qualquer religião e extirpar qualquer resquício de vida cristã na sociedade. Dois papas foram aprisionados na França, os templos e bens da Igreja confiscados e depois caíram em mãos de particulares. Sob o Terror, a perseguição anticatólica atingiu o seu ponto máximo. Milhares de católicos subiram ao patíbulo pelo simples fato de professarem a religião, dentre eles destacam-se as Carmelitas Teresianas de Compiègne. Procedeu-se à matança dos clérigos que não jurassem a Constituição Civil do Clero, proibida por Pio VI. Institui-se uma religião-ideologia de estado e tentou-se difundir o culto pagão à "Deusa-Razão" numa encenação da sua coroação na Catedral de Notre-Dame de Paris, em 10 de novembro de 1793.
Napoleão foi o restaurador da Igreja na França com a Concordata de 17 de julho de 1801 e, ao assumir o poder, restabeleceu as velhas práticas do "Regalismo Galicano". Depois de Waterloo muitos católicos defenderam uma "aliança entre o Trono e o Altar" achando que assim se asseguraria uma estabilidade para ambos. Esta aliança não duraria muito.

### O SéculoDas Coisas Novas

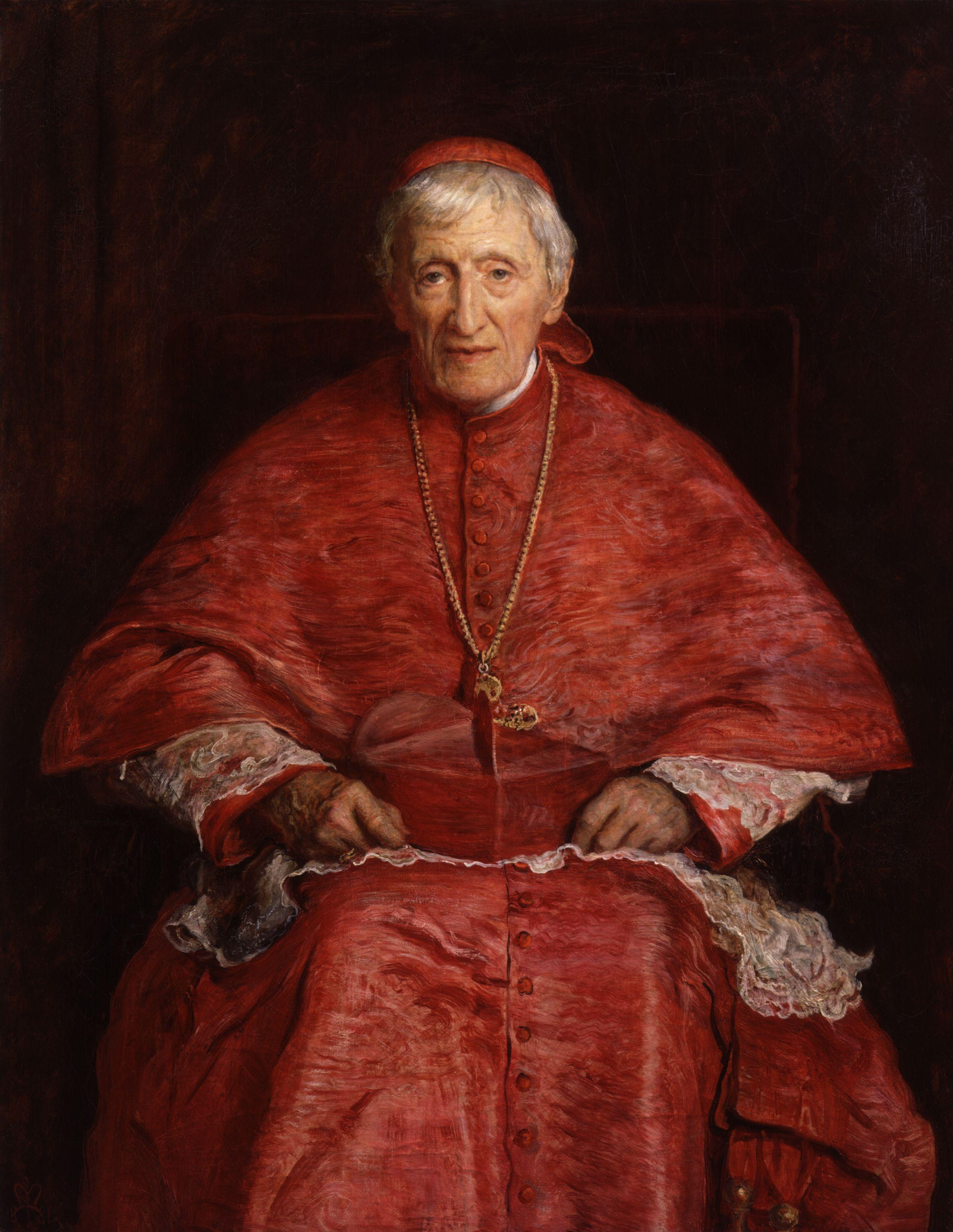
São John Henry Newman (1881), doutor da Igreja.

Em 1802 em consequência de uma Concordata entre Napoleão e a Cúria Romana, a Igreja Católica recuperou sua autonomia e legalidade na França.
As ondas do nacionalismo fizeram com que o Papado percebesse que estava perdendo terreno no poder temporal, assim passou a garantir sua hegemonia espiritual sobre toda a Igreja Católica: em 1847 foi estabelecido um Patriarcado Latino de facto em Jerusalém (desde as cruzadas o título era somente honorário); a hierarquia católica foi restabelecida e reconhecida pelo parlamento na Inglaterra, graças em parte às campanhas do irlandês O'Connel.
Surge nesta época o Movimento de Oxford na Igreja Anglicana que procurava uma aproximação com a Igreja Católica. Teólogos anglicanos como John Henry Newman que se converteu em 1845 e depois nomeado Cardeal e Edward Manning arcediago da Catedral de Chichester que converteu-se em 1851 e depois nomeado também Cardeal são fatos marcantes da vida da Igreja na Inglaterra deste século.

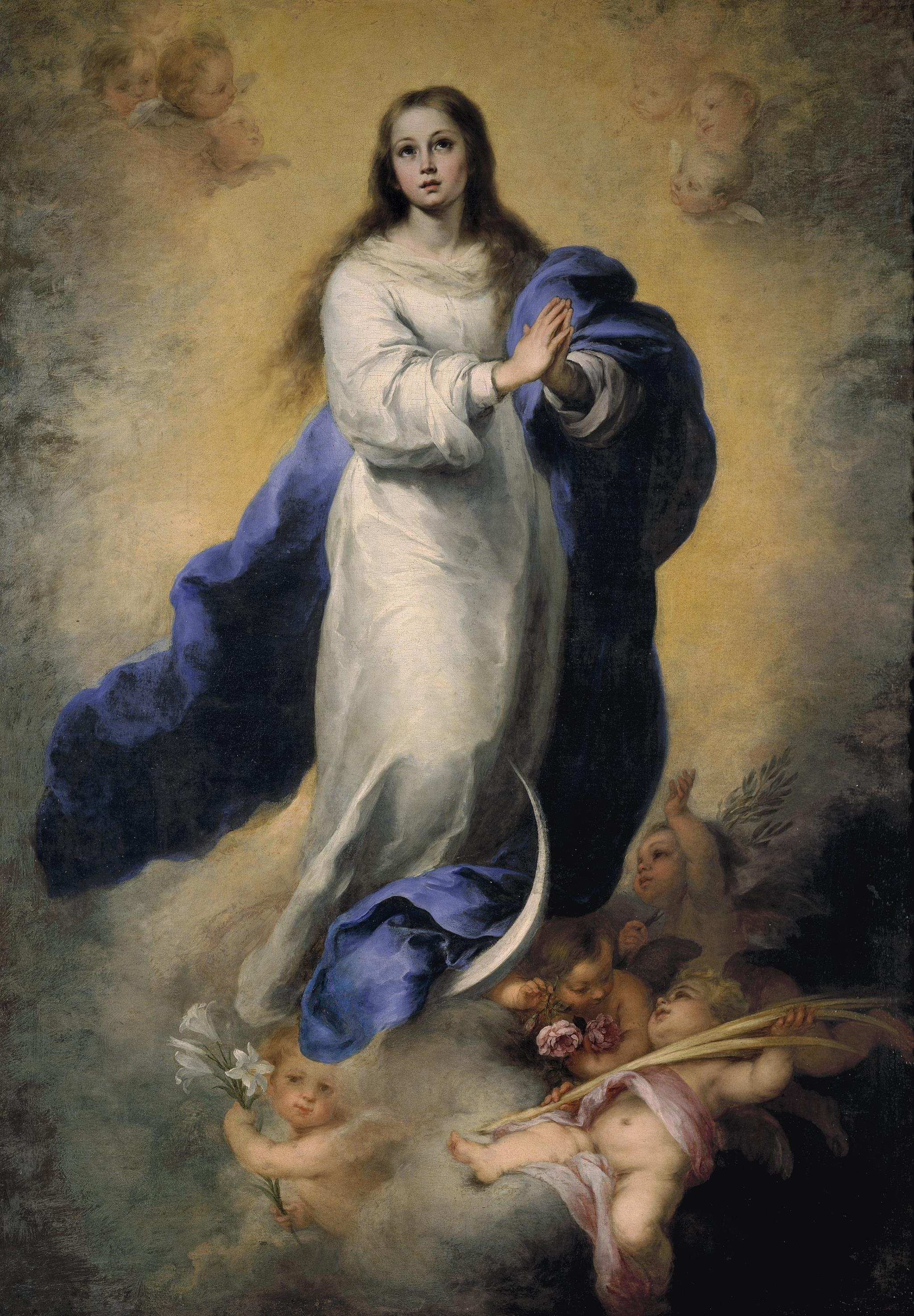
A Imaculada Conceição, por Murillo.

Em 1846, antes mesmo da proclamação do dogma, a Imaculada Conceição era declarada padroeira dos Estados Unidos da América e surgem os primeiros beatos e santos norte-americanos: Filipa Duchesne, Santa Francisca Xavier Cabrini e Isabel Ana Seton. Com as crises provocadas pelas guerras franco-prussianas e da unificação da Itália, Roma é invadida e o Papa se declara prisioneiro no Vaticano. Pio IX, na encíclica Quanta cura, condena os erros do liberalismo filosófico, do racionalismo, do panteísmo, do naturalismo, do agnosticismo, do indiferentismo, do racismo, do socialismo marxista e do comunismo.
Na verdade, a Igreja surge rejuvenescida. É deste tempo o Cura d'Ars, São João Maria Vianney, pároco de uma pequena aldeia perto de Lyon, na França, mais tarde proclamado patrono do clero secular; a Bernadete Soubirous de Lourdes e a confirmação da proclamação do dogma da Imaculada Conceição e as Conferências de São Vicente de Paulo, fundadas por Frederico Ozanam.
Na Áustria, São Clemente Hofbauer se notabiliza; na Itália, o trabalho de São João Bosco regenera marginais, conquista a juventude e convence pela caridade governos locais ateus e anticlericais. Santo Antônio Maria Claret funda a ordem dos Claretianos missionários. Em 1854 é proclamado formalmente o dogma da Imaculada Conceição da Bem-Aventurada Virgem Maria.
- O Concílio Vaticano I

Em 1869 o Papa Pio IX convoca o Concílio Vaticano I, neste Concílio foi definido o dogma da Infalibilidade Pontifícia: "pela especial assistência do Espírito Santo, o Vigário de Cristo e sucessor de S. Pedro não pode errar quando exerce o seu magistério ex cathedra no que respeita à fé e aos costumes." Na votação todos os Padres Conciliares, exceto dois, votaram neste sentido, e ambos os dissidentes logo que souberam do resultado aderiram.
A proclamação deste dogma determinou a discriminação e mesmo a perseguição de católicos na Prússia, onde Bismarck havia lançado a sua kulturkampf, que depois será contornada com a diplomacia de Leão XIII. O Concílio também adota a Constituição Apostólica Dei Filius que consolida a doutrina da Igreja sobre as relações entre fé e razão. O Primeiro Concílio do Vaticano levou à criação da Velha Igreja Católica e ao crescimento do Catolicismo Independente.
Nesta época são lançados os fundamentos da Doutrina Social da Igreja Católica, com a publicação da encíclica Rerum Novarum (1891) pelo Papa Leão XIII em que enfrenta os problemas da "questão social" que surge e onde condena os excessos do liberal-capitalismo e a luta de classes, defende o salário justo e proclama a função social da propriedade e critica tanto Estado do laissez-faire como dirigismo socialista.

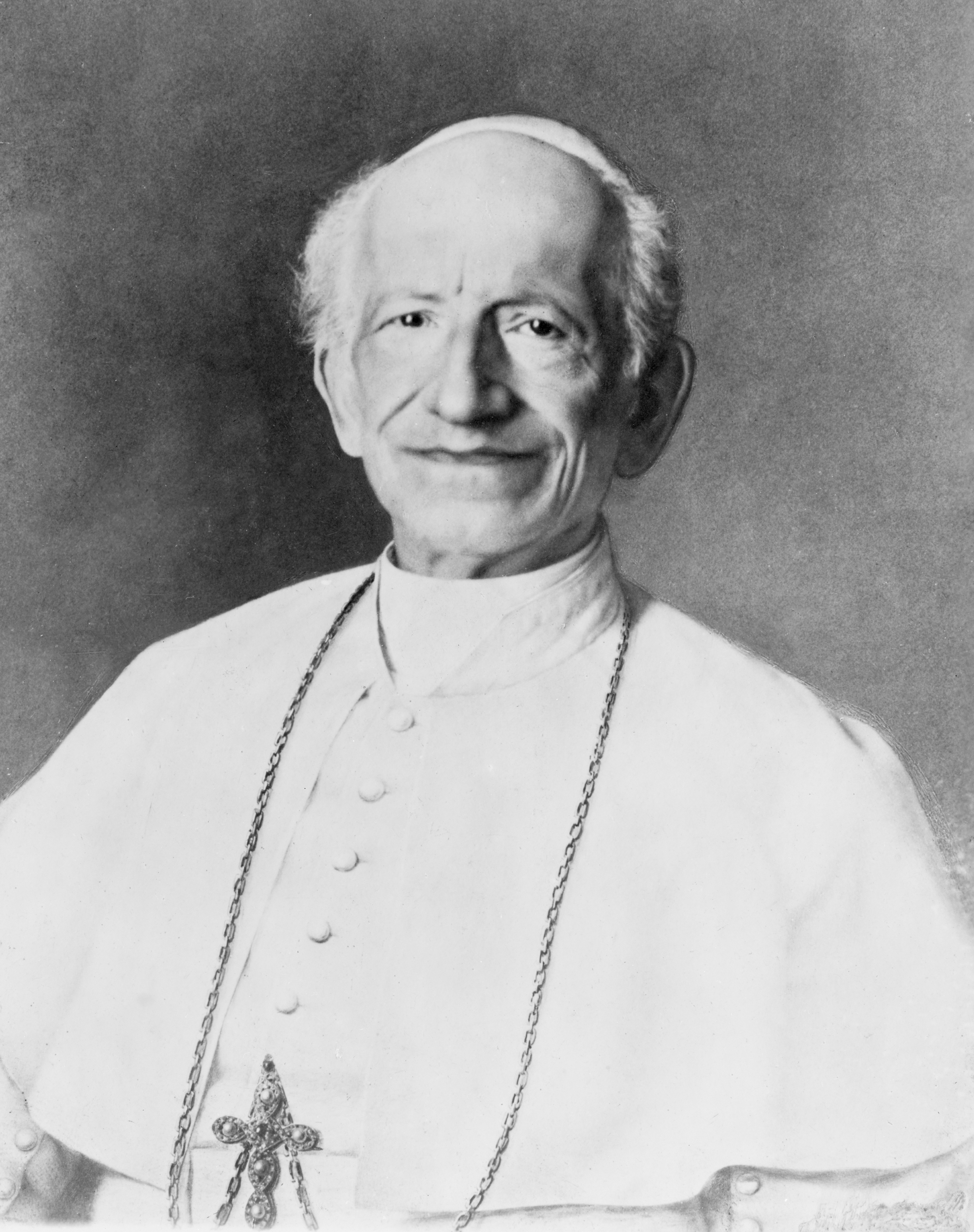
Papa Leão XIII.

O mesmo Leão XIII na encíclica Aeterni Patris reafirma as doutrinas de São Tomás de Aquino, na Immortale Dei (1885) dá diretrizes para a ação política cristã. Este século deu ainda ao mundo uma "pequena grande" santa: Teresa de Lisieux ou Terezinha do Menino Jesus e da Sagrada Face, freira carmelita enclausurada, falecida aos 24 anos de idade, canonizada, foi declarada co-padroeira dos missionários ao lado de São Francisco de Sales e se tornaria muito popular.
- O Modernismo

É deste tempo uma corrente de pensamento que tenta explicar a religião, seus dogmas e sua moral, por um sentido ou sentimento religioso que há no homem. Esta corrente ficou conhecida como modernismo e é uma tentativa de conciliar a fé com filosofias do tipo imanentista, agnóstica e um evolucionismo radical. "O Papa S. Pio X condenou o Modernismo repetidas vezes, mas de modo especial na encíclica Pascendi de 1907, refutando pormenorizadamente os seus erros."

## Época Contemporânea
É assim denominado o período que vai de 1914 aos dias atuais, marcado como sendo uma época de crise espiritual, fato marcante deste período é o Concílio Vaticano II e o chamamento universal à santidade.

### Os primórdios do Século XX
Leão XIII foi sucedido por  pelo Cardeal Sarto que assumiu o nome de Pio X e que viria a ser canonizado. Este iniciou os trabalhos de unificação das leis eclesiásticas que mais tarde se tornariam no Código de Direito Canônico de 1917, determinou a redação de um Catecismo, combateu o modernismo e recomendou a comunhão das crianças a partir da idade do discernimento. Faleceu nas primeiras semanas da Primeira Guerra Mundial.
Bento XV, Cardeal della Chiesa, exerceria o pontificado de 1914 a 1922. Durante a Guerra, a Santa Sé realizaria um grande trabalho em favor das suas vítimas e de localização de soldados desaparecidos. A Bento XV sucedeu Pio XI (1922-1939): durante o seu período na Santa Sé assinou o Tratado de Latrão que instituiu o Estado da Cidade do Vaticano. Condenou os erros do fascismo na carta Encíclica Non abbiamo bisogno, escrita não em latim, mas na língua italiana, para que não se tivesse dúvida a quem se dirigia. Criou e incentivou a Acção Católica destinada a orientar o apostolado dos leigos, desenvolveu também a ação missionária. Inaugurou a Rádio Vaticano inserindo a Igreja na era da tecnologia das comunicações, criou um observatório astronômico e foram criadas universidades católicas na Itália, Holanda e Polônia.
Durante o pontificado de Pio XI foi assinado o Tratado de Latrão dando início ao reconhecimento internacional do Estado do Vaticano tendo o Papa como seu soberano e determinando o fim da chamada Questão Romana. Em 1931 Pio XI publicou as Encíclicas Casti Connubii e Quadragesimo anno por ocasião dos quarenta anos da publicação da Rerum Novarum do Papa Leão XIII atualizando a Doutrina Social da Igreja e a Divini Redemptoris, em que condenou os erros do materialismo marxista e os do comunismo ateu, ideologia oficial da União Soviética.
Publicou também a Encíclica Mit brennender Sorge (Com ardente ansiedade) em alemão, para condenar os erros do Nazismo e sua doutrina racista, que foi lida em todas as igrejas alemãs em 1937, o que determinou o recrudescimento da perseguição contra os católicos pelos nazistas. Foi um tempo de florescimento da Igreja que teve como contraponto a perseguição e o mártírio de muitos cristãos. Na Rússia comunista e no México a perseguição teve dimensões inéditas. Durante a Guerra Civil Espanhola (1936-1939), foram assassinados sete mil religiosos espanhóis por "ódio à religião", pelo só fato de serem religiosos católicos.

### A Segunda Guerra e o pós-Guerra
A Segunda Grande Guerra produziu muitos mártires católicos, dentre eles se destacam Edith Stein e Maximiliano Kolbe e ainda os beatos Rupert Mayer e Alojs Andritzki, nesta mesma época o Arcebispo de Berlim, Cardeal von Preysing e o beato von Galen, cardeal e bispo de Münster, destacaram-se na denúncia dos crimes do nazismo.

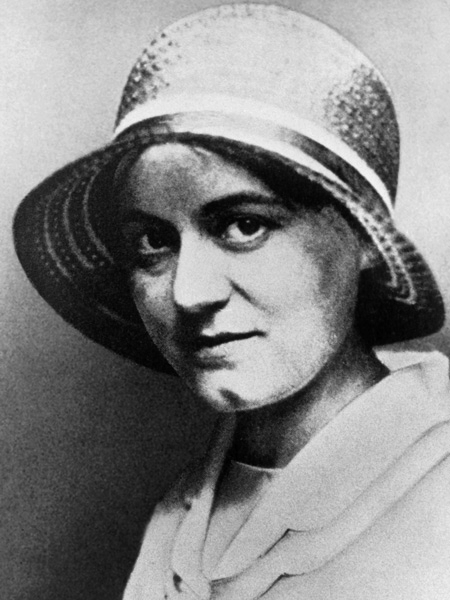
Edith Stein, pensadora, mártir e co-padroeira da Europa

O Cardeal Pacelli tomou o nome de Pio XII (1939-1959), quando os nazistas ocuparam Roma, acolheu no Vaticano milhares de perseguidos, de todos os credos e raças e nacionalidades. Por uma grande soma de dinheiro resgatou 200 judeus e, com a sua aprovação, Monsenhor Hugh O'Flaherty, alto funcionário da Congregação do Santo Ofício, organizou uma rede clandestina de auxílio aos perseguidos que permitiu que fossem salvos milhares de judeus e comunistas.
Desde 1939 não se nomeavam novos cardeais. Pio XII, em 1946, procedeu à nomeação das 32 vagas existente num colégio de cardeais que na época era de 70 cardeais. Nomeou quatro cardeais italianos e vinte e oito de outras nacionalidades. Dava o primeiro grande passo para retomar a nota da universalidade da Igreja que seria revigorada no Concílio Vaticano II.
Em 1950, Pio XII proclamou solenemente o dogma da Assunção da Virgem Maria, cuja tradição já era celebrada desde São Leão Magno, no século V (15 de agosto) e consagrou a Humanidade ao Imaculado Coração de Maria. Criou 190 dioceses e incentivou a criação de novas instituições na Igreja. No seu tempo a divisão da Europa aumentou o sofrimento da Igreja e a perseguição religiosa no Leste Europeu, do outro lado da Cortina-de-Ferro sobressaíram a têmpera dos cardeais Mindszenty, Stepinac e Wyszynski, e, silenciosamente, forjava-se o Cardeal Karol Wojtyla, que mais tarde viria impressionar o mundo. Editou a encíclica Humani Generis (1950) que critica os erros do neo-modernismo. Nesta década Madre Teresa de Calcutá funda a ordem das Missionárias da Caridade cujo trabalho chamará a atenção do mundo inteiro.

### O Concílio Vaticano II
O Concílio Vaticano II foi convocado por João XXIII, em 25 de dezembro de 1961, através da bula Humanae salutis, com o objetivo de promover o incremento da fé católica e uma saudável renovação dos costumes do povo cristão, e adaptar a disciplina eclesiástica às condições do nosso tempo. Os trabalhos foram abertos oficialmente em 11 de outubro de 1962 e foi encerrado em 8 de dezembro de 1965. O Concílio recordou o chamamento universal à santidade.
A era do concílio ficou conhecida como a "Primavera da Igreja", o Concílio estabeleceu um importante programa de renovação da Igreja e promulgou documentos que servem de parâmetro para ação da Igreja. Um dos mais conhecidos documentos conciliares é a Constituição Pastoral Gaudium et Spes sobre a Igreja no mundo atual. Entre várias renovações, este concílio reformou a Liturgia, a constituição e a pastoral da Igreja (que passou a ser alicerçada na igual dignidade de todos os fiéis e a ser mais virada para o mundo), clarificou a relação entre a Revelação divina e a Tradição, e impulsionou a liberdade religiosa, o ecumenismo e o apostolado dos leigos. Não foi proclamado nenhum dogma, mas as suas orientações doutrinais e práticas são de extrema importância para a Igreja atual.
- Chamamento universal à santidade

O Concílio Vaticano II recordou ao povo de Deus a sua vocação universal à santidade, isto é, todos os fiéis devem desejar viver a santidade, que consiste na plenitude da vida cristã e na perfeição da caridade Não obstante isto, esta mensagem e doutrina lembrada pelo Concílo já vinha sendo pregada, desde 1928, pelo fundador do Opus Dei, S. Josemaria Escrivá.
Por ocasião do Concílio, em nome de um pretenso "espírito conciliar", ocorreu no mundo eclesiástico uma crise de fundo "neo-modernista" com várias práticas contrárias à doutrina e à disciplina da Igreja, em desacordo com os documentos do próprio concílio, afirmando ser a missão da Igreja não a salvação eterna do homem mas que a sua missão haveria que ser de ordem preferentemente temporal.
No Ocidente surge a sociedade de bem-estar e de a de consumo seguidas do materialismo prático que reduz a visão do homem a um plano unicamente temporal; por coincidência, simultaneamente, surge a crise das famílias, a separação de casais, a irrupção da violência, o aumento do consumo de drogas, a epidemia de AIDS, em muitos lugares permite-se o aborto e a mentalidade antinatalista faz com que vários países tenham sérios problemas demográficos. A estes problemas a Igreja responde com a proclamação da íntegra do seu magistério.
Em 1968, o Papa Paulo VI edita a encíclica Humanae Vitae sobre os problemas do matrimônio e da família, em especial sobre o uso de contraceptivos artificiais, e o Credo do Povo de Deus onde reafirma as proposições fundamentais da fé católica, com ênfase nas questões mais atuais que contrariam a doutrina da Igreja. O Papa João Paulo I em brevíssimo pontificado sucede a Paulo VI.

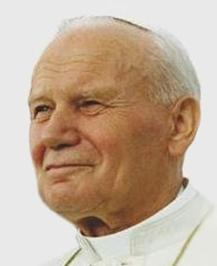
Papa João Paulo II.

### João Paulo II e o Terceiro Milênio
Pela primeira vez em quatro séculos e meio foi eleito um Papa que não tinha origem na Itália. O cardeal Karol Wojtyla, de origem eslava, para surpresa do mundo, é eleito para exercer um dos pontificados mais longos em dois mil anos de história da Igreja. João Paulo II realiza uma grande reforma na Igreja em extensão e profundidade com os olhos postos no Concílio Vaticano II do qual tomou parte. Segundo Bento XVI "João Paulo II acolheu particularmente em todos os seus documentos, e ainda mais nas suas opções e no seu comportamento como Pontífice, as exigências do Concílio Ecuménico Vaticano II, tornando-se assim qualificado intérprete e testemunha coerente. Foi sua preocupação constante fazer conhecer a todos que vantagens podiam surgir do acolhimento da visão conciliar, não só para o bem da Igreja, mas também para o da própria sociedade civil e das pessoas que nela trabalham".
No seu pontificado foi reafirmada mais uma vez a doutrina imutável da Igreja em toda a sua amplitude. Em 1985 convocou uma Assembleia Extraordinária do Sínodo dos Bispos, "com a finalidade de aprofundar o ensinamento do concílio, promover o seu conhecimento e aplicação. Atendendo ao desejo dos Padres Sinodais "determinou a publicação de uma versão do Catecismo da Igreja (1992) e do seu Compêndio (2005) - póstuma - bem didática, que facilitasse a sua compreensão pelo homem moderno.
Determinou uma atualização do Código de Direito Canônico, promulgando um novo em 1983, para que a nova legislação canônica se tornasse um meio eficaz para que a Igreja possa aperfeiçoar-se, de acordo com o espírito do Vaticano II, e cada dia esteja em melhores disposições de realizar a sua missão de salvação neste mundo. Enfrentou os problemas morais, sociais e filosóficos do seu tempo sobre todos manifestando de modo claro o Magistério da doutrina católica.[carece de fontes?] Combateu o comunismo e é apontado como o principal responsável pela "Queda do Muro de Berlim" e pela dèbacle dos regimes da "Cortina-de-Ferro"; foi um crítico do materialismo, do consumismo, do hedonismo, do antinatalismo, do aborto, do capitalismo selvagem e do marxismo. Afirmou que o principal capital da empresa são os seus empregados e que estes precedem em importância ao capital e ao lucro.
- Teologia da Libertação

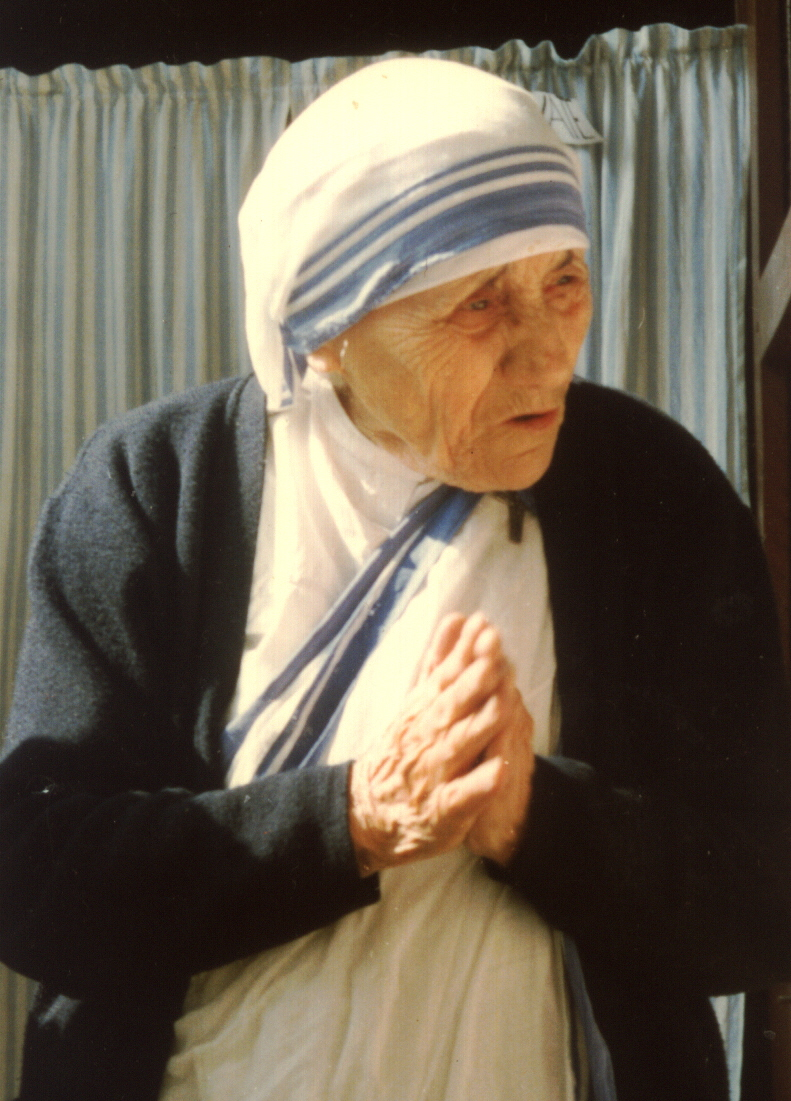
Santa Madre Teresa de Calcutá, defendeu os princípios católicos da família (foto de Evert Odekerken, Índia, 1988).

João Paulo II condenou com clareza a denominada "teologia da libertação", que tem uma visão marxista da religião e do mundo aprovando o documento da Sagrada Congregação para a Doutrina da Fé: Instrução sobre alguns aspectos da "Teologia da Libertação". No qual se encontra dito que A presente Instrução tem uma finalidade mais precisa e mais limitada: quer chamar a atenção dos pastores, dos teólogos e de todos os fiéis, para os desvios e perigos de desvio, prejudiciais à fé e à vida cristã, inerentes a certas formas da teologia da libertação que usam, de maneira insuficientemente crítica, conceitos assumidos de diversas correntes do pensamento marxista.
Consolidou a Doutrina Social da Igreja (2004) e mandou que fosse publicado um compêndio sobre o assunto (póstuma), documento marcante sobre os temas sociais é a encíclica Centesimus Annus (1991) publicada por ocasião do centenário da Rerum Novarum e ainda, Laborens exercens (1981) e Sollicitudo rei socialis (1987) que constituem etapas marcantes do pensamento social católico.
- Sínodo sobre os leigos

Em outubro de 1987, convocou em Roma um Sínodo dos Bispos, sobre o tema A Missão dos Leigos Na Igeja e no Mundo. Com data de 30 de dezembro de 1988, foi publicada a Exortação Apostólica post-sinodal Christifideles Laici, acerca da vocação e missão dos Leigos na Igreja e no mundo. Na Exortação Apostólica Christifideles Laici (30 de dezembro de 1988) relembrou aos leigos os seus deveres cristãos na vida da sociedade e o seu chamamento universal à santidade que fez o Concílio Vaticano II. Em aplicação dos textos conciliares, a Santa Sé erigiu o Opus Dei como Prelazia Pessoal (1982), fenômeno ascético e pastoral de singular importância que desde 1928 vinha difundindo esta mensagem.
- O Cisma de Lefèbvre

Em 30 de junho de 1988, Marcel Lefèbvre, Arcebispo, consumou o cisma ao ordenar bispos sem mandato apostólico quatro de seus seguidores na Fraternidade Sacerdotal de S. Pio X, em desobediência aos cânones 1013 e 1382 do Código de Direito Canônico, alegando ser guardião da fé e rejeitando o espírito do Concílio Vaticano II. A Santa Sé fez todo o possível para evitar que se chegasse a esta situação. Recusando o convite do Papa para regressar à plena obediência ao Vigário de Cristo, incorreu em excomunhão latae sententiae reservada à Sé Apostólica.  Em 2 de julho de 1988 João Paulo II instituiu a Pontifícia Comissão Ecclesia Dei "com a tarefa de colaborar com os Bispos, com os Dicastérios da Cúria Romana e com os ambientes interessados, a fim de facilitar a plena comunhão eclesial dos sacerdotes, dos seminaristas, das comunidades ou de cada religioso ou religiosa ligados de diversos modos à Fraternidade fundada por Dom Marcel Lefèbvre, que desejem permanecer unidos ao Sucessor de Pedro na Igreja Católica". Foram dados passos importantes pela Santa Sé visando um processo de gradual reintegração em 2007 mediante uma ampla extensão da permissão de celebrar a Missa de 1962 e, em 2009, com a abolição das excomunhões. No entanto, como as questões doutrinais se mantém, e, enquanto não forem esclarecidas, "a Fraternidade Sacerdotal de "São Pio X" não pode usufruir de um estatuto canônico na Igreja e os seus ministros não exercem de modo legítimo nenhum ministério na Igreja".
- Família e cultura da vida

Reafirmou a posição da Igreja em favor da vida e combateu o que denominou de cultura da morte nas encíclicas Evangelium Vitae (1995) e Veritatis Splendor (1993), onde aborda também diversas questões morais e filosóficas da atualidade. A crítica ao ateísmo e à fé sem razão é feita na encíclica Fides et Ratio (1998).
Promoveu-se, no seu pontificado, uma intransigente defesa dos valores da família e da doutrina católica sobre a família. Neste sentido foram publicados, principalmente, os documentos Carta Apostólica Mulieris Dignitatem ( 15 de Agosto de 1988), Carta às Mulheres (29 de Junho de 1995), Carta aos Anciãos (1° de Outubro de 1999), Carta às Crianças (13 de Dezembro de 1994), Cartas às Famílias (2 de Fevereiro de 1994) e a Exortação Apostólica Familiaris Consortio (22 de novembro de 1981). A partir de 1994 deu início aos "Encontros Mundiais da Família", foi incentivada a pastoral da juventude e as "Jornadas Mundiais de Jovens" - JMJ. Fez ainda incluir na Ladainha de Nossa Senhora a invocação Regina Familiae (Rainha das Famílias).

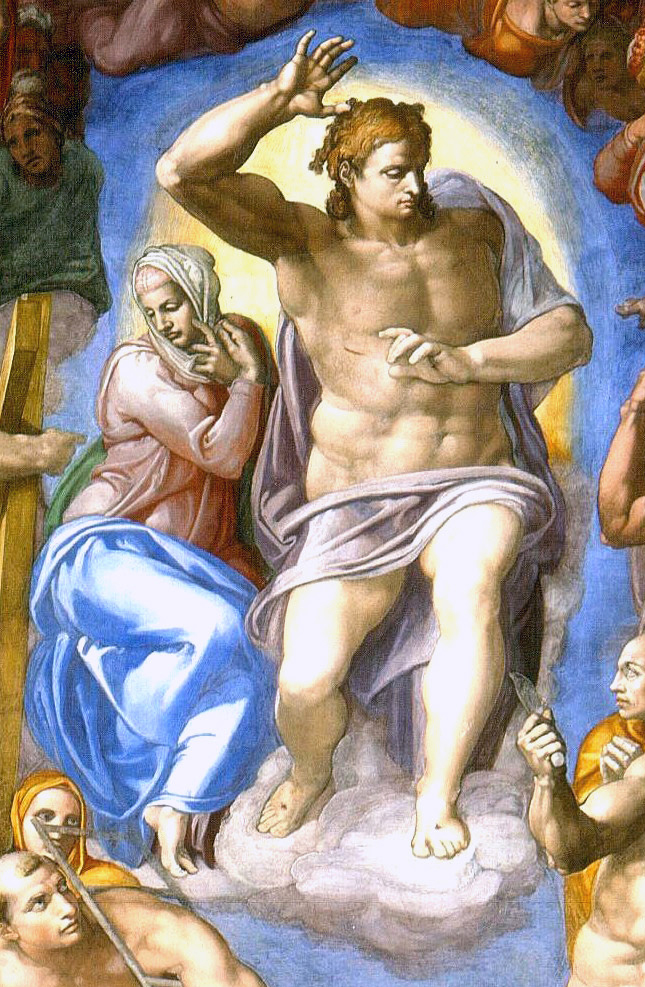
Cristo ressuscitado e Maria no Juízo Final, por Miguelângelo, Capela Sistina.

Proclamou um Ano Mariano, que decorreria entre 7.VI.1987 e 15.VIII.1988.
Firme na ortodoxia católica não deixou de incentivar o ecumenismo, determinou a revisão do processo de Galileu Galilei e modernizou o processo de canonização dos santos, para servirem de exemplo e para mostrar que a santidade é alcançável ao "homem comum". A ação pastoral da Igreja foi reavivada com as dezenas de viagens internacionais que fez, sem precedentes em toda a história da Igreja.
Renovou todo o Colégio de Cardeais exceto um, e foi sucedido pelo único cardeal presente ao Conclave que não havia sido por ele nomeado, mas por Paulo VI: Joseph Ratzinger que tomou o nome de Bento XVI, em 19 de abril de 2005. No século XXI a maioria dos católicos não pertence mais à velha Europa mas aos povos do chamado Terceiro Mundo. Hoje a Igreja aparece como a grande defensora do homem, da sua dignidade de criatura e filho de Deus e do seu direito à vida e à liberdade. Na nova humanidade de finais do século XX, o Cristianismo aparece, em suma - exatamente como nos seus começos - como a religião dos discípulos de Cristo.